# Les Aventures de Bouratino (film, 1959)
Les Aventures de Bouratino (Приключения Буратино, Priklioutchenia Bouratino), parfois titré Les Aventures de Pinocchio, est un film d'animation soviétique réalisé par Ivan Ivanov-Vano et Dmitri Babitchenko (ru) d'après le conte d'Alexis Tolstoï La petite clé d'or ou les aventures de Bouratino, sorti en 1959.

## Synopsis
Carlo, un misérable joueur d'orgue de Barbarie, reçoit de son voisin, menuisier Giuseppe, une drôle de bûche qui lorsqu'on lui porte un coup de hache pousse un cri. Carlo sculpte dans cette bûche un pantin avec un long nez qui aussitôt prend vie. Carlo le considère alors comme son fils et lui donne le prénom Bouratino. Le petit se montre désinvolte, ignorant et égoïste. Il détruit sans scrupules plusieurs objets et troue la toile avec le dessin de feu de bois accrochée dans un coin de l'appartement.
Le lendemain, Bouratino part à l'école, mais s'attarde devant le théâtre de marionnettes de Karabas-Barabas. Il décide de voir le spectacle et pour acheter le billet d'entrée, vend son abécédaire. Le spectacle se trouve interrompu, car Bouratino se mêle aux artistes - Pierrot, Arlequin et Malvina, la poupée de porcelaine aux cheveux bleus. Le vilain Karabas-Barabas apparaît et attrape le pantin. D'abord, il s'apprête à le jeter au feu, mais lorsque Bouratino lui raconte que chez lui se trouve une toile avec le dessin de feu de bois, il s'adoucit et lui offre même cinq pièces d'or.

## Fiche technique
- Titre : Les Aventures de Bouratino[1]
- Titre original : Приключения Буратино (Priklioutchenia Bouratino)
- Réalisation : Ivan Ivanov-Vano, Dmitri Babitchenko (ru)
- Scénario : Lioudmila Tolstaïa, Nikolaï Erdman
- Photographie : Mikhaïl Drouïan
- Musique : Anatoli Lepine
- Production : Soiouzmoultfilm
- Pays d'origine : URSS
- Format : Couleurs - 35 mm - Mono
- Genre : conte merveilleux
- Durée : 64 minutes
- Date de sortie : 1959

## Distribution

### Voix originales
- Nina Gouliaïeva : Bouratino
- Evgueni Vesnik : Carlo
- Gueorgui Vitsine : Giuseppe
- Tamara Dmitrieva : Malvina
- Margarita Korabelnikova : Pierrot
- Irina Pototskaïa : Arlequin
- Alexandre Baranov : Karabas-Barabas
- Elena Ponsova : Alisa, la renarde
- Vladimir Lepko : Bazilio, le chat
- Tatiana Stroukova : Chouchara, le rat
- Youlia Youlskaïa : Grenouille/ Tortilla/ raton
- Vladimir Ratomski : Le Grillon parlant
- Maria Vinogradova : petit garçon
- Leonid Pirogov : Chouette
- Erast Garine : Crapaud
- Sergueï Martinson : Mante religieuse
- Youri Khrjanovski : clown
- Grigori Spiegel : Douremar